# Nicolas Charbonnier
Nicolas Charbonnier (Roubaix, 4 agosto 1981) è un velista francese.

## Palmarès
- Giochi olimpici

Pechino 2008: bronzo nel 470.
- Mondiali

Palamós 1998: oro nel 420.
Atene 1999: oro nel 420.
Nieuwpoort 2002: bronzo nel 470 Juniores.
L'Aia 2010: argento nel 470.